# Skotniki (powiat piotrkowski)
Skotniki – wieś w Polsce, położona w województwie łódzkim, w powiecie piotrkowskim, w gminie Aleksandrów, na Wyżynie Przedborskiej, nad rzeką Pilicą.
W latach 1975–1998 wieś należała administracyjnie do województwa piotrkowskiego.

## Integralne części wsi
| SIMC    | Nazwa         | Rodzaj     |
| ------- | ------------- | ---------- |
| 0534948 | Justynów      | część wsi  |
| 0534902 | Nad Stawem    | część wsi  |
| 0534954 | Nowy Józefów  | część wsi  |
| 0534919 | Piachy        | część wsi  |
| 0534925 | Przedmieście  | część wsi  |
| 0534960 | Siedliska     | część wsi  |
| 1040013 | Stanisławów   | przysiółek |
| 0534931 | Za Cmentarzem | część wsi  |

## Nazwa miejscowości
Wieś należy do grupy polskich miejscowości, których mieszkańcy w średniowieczu zajmowali się głównie hodowlą bydła. Nadawano im zwykle nazwę "Skotniki". W przeszłości nazwa nadpilickiej wsi Skotniki była opatrzona przymiotnikiem "Koneckie", od miasta powiatowego Końskie. Nazwa ta pozostała w niektórych dokumentach i jest sporadycznie powielana, np. w biogramie księdza doktora Władysława Chrzanowskiego (1886–1933), urodzonego w niedalekim Kietlinie, a pochowanego na cmentarzu parafialnym w Skotnikach.

## Historia Skotnik
Pierwsza wzmianka o miejscowości Skotniki pochodzi z 1508. W 1528 powstał kościół (istniejący do dziś), a w 1530 król Zygmunt I Stary wydał przywilej na utworzenie filii parafii Ręczno w Skotnikach. Odrębna parafia została erygowana w 1604 roku. W 1784 miejscowość administracyjnie należała do powiatu opoczyńskiego w województwie sandomierskim i była własnością Antoniny Łąckiej z Pruszyńskich.
W czasie powstania styczniowego walki toczyły się w Skotnikach od stycznia do kwietnia 1864. W latach 1884–1885 na terenie ówczesnej gminy Skotniki oraz w pobliskich gminach Dobromierz (obecnie w gminie Kluczewsko) i Przedbórz panowała epidemia ospy naturalnej, tj. ospy prawdziwej.
W 1897 ówczesny właściciel wsi hr. Krasiński przeprowadził wymianę i scalenie gruntów, w następstwie czego powstały nowe miejscowości: Nowy Reczków, Nowy Józefów, Nowy Ojrzeń oraz Papiernia. 
W przeszłości spośród duchownych ze Skotnikami związany był ks. Wincenty Firlej Gotliński – kanonik jerozolimski (1788), a w czasach bardziej współczesnych (1926–1929) ks. dr Władysław Chrzanowski - proboszcz skotnickiej parafii, poseł na Sejm Ustawodawczy (1919–1922), profesor Seminarium Duchownego w Sandomierzu, pracownik konsulatu polskiego w Nowym Jorku oraz współorganizator oddziałów Polskiego Towarzystwa Turystyczno–Krajoznawczego w Ostrowcu Świętokrzyskim i Sandomierzu. W roku 1933 ksiądz dr Władysław Chrzanowski został pochowany na miejscowym cmentarzu parafialnym.
Do 1954 roku miejscowość była siedzibą władz gminy Skotniki. 
W centralnej części wsi znajduje się rozległy rynek oraz kościół i dwór, przez co Skotniki przypominają swoim charakterem zapomniane miasteczko.

## Przyroda
Miejscowość położona w północnej części Wyżyny Przedborskiej, na wschód od terasów doliny rzecznej Pilicy. W rejonie wsi – pastwiska, grunty orne, lasy i rzeka Pilica. Niedaleko na północny zachód od kościoła rośnie ponad 600-letni dąb.
Na północny wschód od wsi – Diabla Góra objęta ochroną w postaci rezerwatu przyrody Diabla Góra.
Dolinę Pilicy na zachód od Skotnik zawarto w granicach Sulejowskiego Parku Krajobrazowego.

## Zabytki
Według rejestru zabytków NID

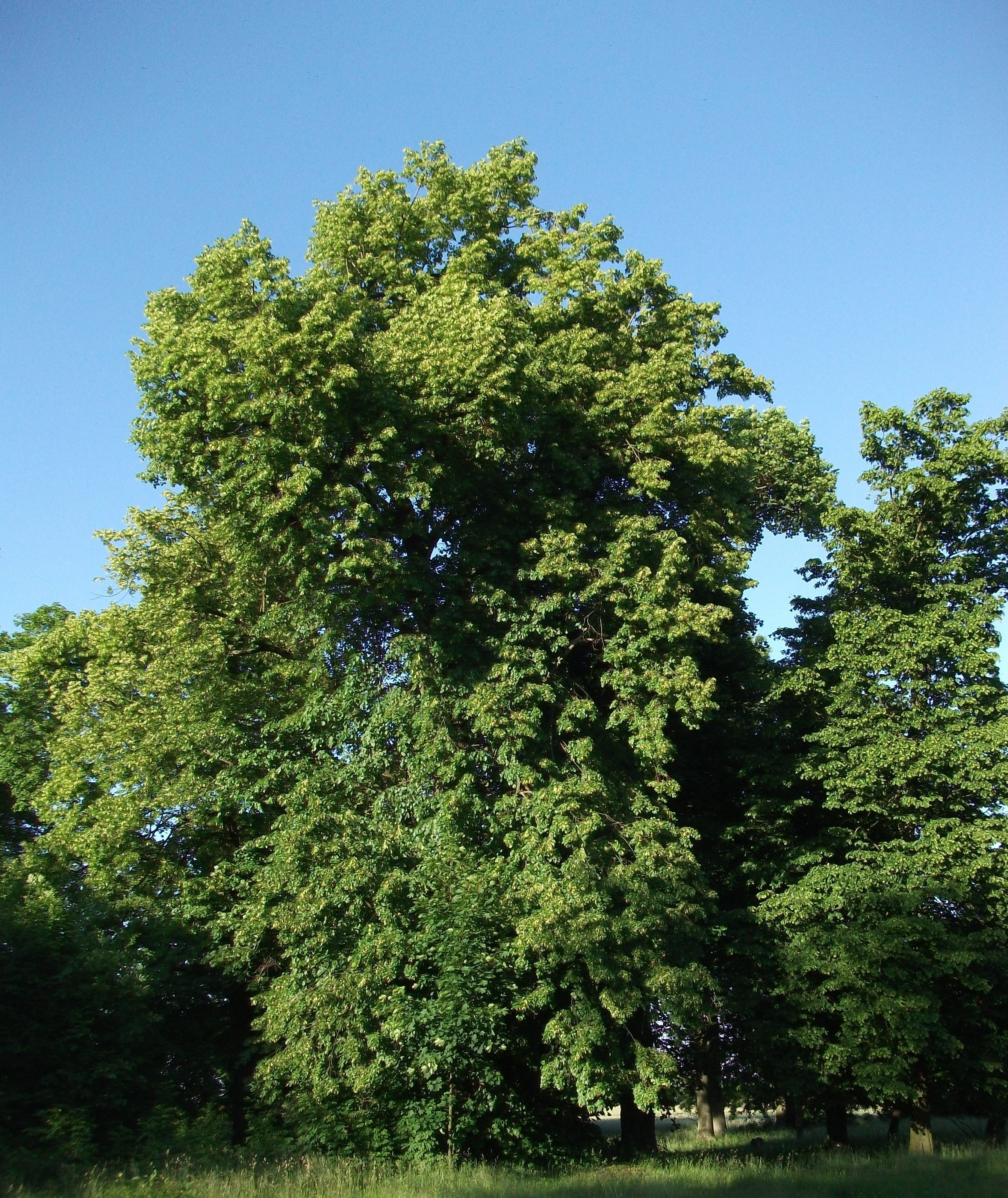
Fragment alei lipowej w parku z XVI i XVII wieku

na listę zabytków wpisane są obiekty:
- późnogotycki, drewniany kościół Niepokalanego Poczęcia NMP z 1528, zbudowany z drewna modrzewiowego i kryty gontem, 1501, XVIII, nr rej.: 32-II-18 z 25.09.1947 oraz 308 z 15.02.1967,
  - dzwonnica drewniana, nr rej.: 31-II-17 z 25.09.1947,
  - figura, nr rej.: 30-II-16 z 25.09.1947,
- zespół dworski, XVI-XVII:
  - dwór późnorenesansowy wybudowany około 1531 (przebudowany w XVII w.); dwór powstał, gdy właścicielem dóbr skotnickich był Mikołaj Spinek. Możliwe, że wcześniej istniał w tym miejscu zamek. W XVII wieku dwór był rozbudowywany. Jest budowlą piętrową i podpiwniczoną, ale nie wyprowadzoną w całości ze stanu ruiny. 20 lipca 2007 zabytkowy park został prawie w całości zniszczony przez nawałnicę jaka przetoczyła się przez wieś powodując ogrom spustoszeń. Konstrukcja dworu nie została jednak naruszona
  - lamus, nr rej.: 262 z 16.10.1956 oraz 509 z 15.06.1967
  - park z XVI/XVII wieku z częściowo zachowanym układem geometrycznym i aleją lipową, nr rej.: 729 z 20.12.1957 oraz 274 z 18.11.1977 i z 19.04.1994

inne
- na pobliskim cmentarzu parafialnym kilka XIX-wiecznych nagrobków.

## Turystyka
Rokrocznie w dniu uroczystości Wniebowzięcia Najświętszej Maryi Panny, 15 sierpnia, na Placu Rynkowym odbywa się jarmark. 
Przez wieś przebiega  pieszy Szlak Rekreacyjny Rzeki Pilicy. W rejonie Skotnik znajduje się Sulejowski Park Krajobrazowy. W Skotnikach - gospodarstwo agroturystyczne. Nieznacznie na północny wschód od wsi oddalona jest Diabla Góra.
13 lipca 2018 w Skotnikach odbyła się Ogólnopolska Konferencja "Potencjał Turystyczny Środkowego Nadpilicza", na której omówiono walory przyrodnicze i kulturowe ziemi nadpilickiej oraz możliwości rozwoju ruchu turystycznego w południowo-wschodniej części województwa łódzkiego. Skotniki leżą w centralnej części Nadpilicza Środkowego, rozciągającego się od okolic Przedborza do Tomaszowa Mazowieckiego. Spotkanie zostało zorganizowane przez gminę Aleksandrów, Polskie Towarzystwo Turystyczno-Krajoznawcze - Oddział w Żarnowie i Sekcję Nauk o Człowieku Polskiego Towarzystwa Przyrodników im. Kopernika.

### Szlak wodnyPilicy
Szlak kajakowy długości 228 km.
Trasa: Zarzecze k. Szczekocin – Przedbórz – Faliszew – Skotniki (powiat piotrkowski) – Sulejów – Zbiornik Sulejowski – Tomaszów Mazowiecki – Spała – Inowłódz – Żądłowice – Grotowice – Domaniewice – Nowe Miasto nad Pilicą – Białobrzegi – Warka – ujście Pilicy.
Stopień trudności według klasyfikacji międzynarodowej: CL I (przejazd łatwy), miejscami CL II (przejazd trudniejszy – wąskie koryto, znaczny spadek, kamieniste dno).

## Komunikacja

### Drogi
- Na południe do Faliszewa i Przedborza – do drogi krajowej nr 42
- Na północ do Dąbrówki, Dąbrowy nad Czarną i Sulejowa (do drogi krajowej nr 74 i drogi krajowej nr 12).
- Na południowy wschód do Józefowa Starego (Gmina Przedbórz) i Czermna w (Gmina Fałków) – do drogi krajowej nr 42.

### UsługiPKS
Przystanek znajduje się w centrum wsi. Połączenia m.in. z miastami: Sulejów, Piotrków Trybunalski, Łódź, Przedbórz.

### Urząd Pocztowy
Urząd Pocztowy w Aleksandrowie – kod 26-337.